# 金跃渊
金跃渊（1868年9月12日—1942年10月29日），号圭巖，朝鲜独立运动家，教育家，牧师，明东学校创始人，韩国建国勋章独立章获得者，诗人尹东柱的舅舅。

## 生平
1868年9月12日（一说1868年10月24日），金跃渊出生于朝鲜王朝咸镜道会宁:443:263。1875年起，他在咸镜道钟城学习了10年传统汉学，1899年迁居满洲和龙县长财村（今属龙井市），1901年4月在龙井明东村开办私塾“圭岩斋”。1907年，他根据时局的变化在龙井成立了“侨民会”:443:264。
1908年4月27日，金跃渊与原瑞甸书塾教师将“圭岩斋”改成新式学校“明东书塾”，次年改名为私立“明东学校”，金跃渊任校长:89-90:394。1909年，他与李同春等人在局子街成立“垦民教育会”，并任会长。“垦民教育会”发行月报，宣传抗日思想，倡导新学。1913年，李东辉来到明东村后，金跃渊解散“侨民会”，成立“垦民会”，任副会长。他主张在满朝鲜人通过“归化入籍”摆脱日本人的控制，并决定在朝鲜族学校加强军事训练以适应抗日斗争的需要:443-444:264。
1918年，在满朝鲜独立运动志士起草了《大韩独立宣言》，金跃渊等39名海外韩侨在宣言书上签了名。1919年三一运动爆发前夕，他前往苏联沿海州与李东辉、吕运亨等人商讨建立联合战线。延边地区爆发三一三运动后，他旋即返回。应大韩民国临时政府的邀请，他准备去上海之际被中国警察逮捕:444:264。1920年，日军烧毁了明东学校。学校师生后重建了校舍。1922年，金跃渊被关押两年后出狱，继续但任明东学校校长:92-93。
1924年，由于甲子年大灾，明东学校中学部在1925年停办。此后，学校被改为男女同校的教会学校。随着共产主义思想的传播，主张教育与宗教分离的呼声越来越高。1928年，金跃渊辞去了明东学校校长职务:93。此后，他前往平壤神學校学习了一年。次年，他返回明东村成为牧师。晚年，金跃渊被任命为恩真中学的理事，并搬往延吉县城（今龙井市），1942年10月29日在龙井病逝:1797。

## 纪念
- 1977年，韩国政府追授金跃渊建国勋章独立章[2]。
- 2002年4月，金跃渊墓被龙井市人民政府列为市级文物保护单位[1]:294-295。